# Izohore
Izohore (grč. ἴσος: jednak + χώρα: prostor, mjesto) su krivulje koje grafički predočuju odnos između tlaka i temperature nekoga plina ili tekućine, ako se obujam (volumen) sustava održava konstantnim.
Izohorni proces zbiva se pri stalnom obujmu (volumenu), dok se tlak mijenja razmjerno s temperaturom (izoprocesi).

## Izolinije
Izolinije su linije ili crte na grafičkom prikazu koje spajaju točke jednakih ili pretpostavljeno jednakih iznosa neke mjerne veličine, na primjer tlaka (izobare), dubine vode (izobate), jakosti Zemljina magnetskoga polja (izodiname), rasvjete (izofote), magnetske deklinacije (izogone), slanosti mora i oceana (izohaline), relativne vlažnosti zraka (izohigre), količine oborina (izohijete), nadmorske visine (izohipse), obujma ili volumena (izohore), magnetske inklinacije (izokline), istodobnoga nastupa pojava (izokrone), elemenata Zemaljskoga magnetizma (izomagnetične linije), količine naoblake (izonefe), gustoće (izopikne), brzine strujanja (izotahe), temperature (izoterme), brzine vjetra (izovele). Prvu kartu s izolinijama, s izogonama, iscrtao je E. Halley 1701.

## Teoretski Otto proces
Na dijagramu je prikazan idealni p -V dijagram Otto procesa. U točki 1 na dijagramu (klip u DMT) smjesa goriva i zraka se ubacuje u cilindar i tada počinje kompresija, gibanje klipa prema GMT. Smjesa se komprimira, raste joj tlak i temperatura, a smanjuje se obujam. Ovaj proces traje sve do GMT i točke 2 kada svjećica baca iskru i pali smjesu. Smjesa trenutno izgara povećavajući tlak i temperaturu u cilindru, pri konstantnom obujmu, sve do točke 3 kada je završilo izgaranje i kada klip započinje svoje gibanje ka DMT u procesu ekspanzije. Ekspanzija traje do točke 4 kada klip stiže u DMT. Tada nastupa ispuh, tlak i temperatura u cilindru padaju sve do točke 1. U točki 1 započinje izmjena medija koja traje od 1 preko 1' te natrag do 1, kada počinje novi ciklus. 
Tijekom teoretskog procesa izgaranje i izmjena medija se dešava trenutačno u mrtvim točkama, a kompletan proces je zamišljen bez izmjene topline s okolinom, to jest adijabatski.

### Kratki opis dijagrama
1 - Početak kompresije obujam jednak obujmu cilindra)
1 - 2 - Adijabatska kompresija
2 - Paljenje smjese svjećicom
2 - 3 - Izgaranje po izohori (obujam jednak obujmu kompresije)
3 - Kraj izgaranja, početak ekspanzije
3 - 4 - Adijabatska ekspanzija
4 - Kraj ekspanzije, početak ispuha
4 - 1 - Izohorni ispuh
1-1'-1- Izmjena medija u cilindru

### Taktovi Otto ciklusa
1 - 2  -kompresija
2 - 4  -izgaranje i ekspanzija
4 - 1' -ispuh
1' - 1 -usis